# Tofaş Doğan
Tofaş Doğan – samochód produkowany w latach 1985-2001 przez turecką firmę Tofaş. Doğan był produkowany na bazie Fiata 131. Początkowo występował z jednym silnikiem - benzynowym motorem 1.6 S o mocy 96 KM. W roku 1995 wycofano ten silnik i zamieniono go na również benzynowy motor 1.6 lecz o mocy 86 KM. Trzy lata później wprowadzono dwie benzynowe jednostki napędowe, także o pojemności 1.6 litra, ale mocach 83 i 96 KM oraz oznaczeniach kolejno "i SLX" i "i I.E". Silniki te zastąpiły motor 1.6/85 KM. Napęd przekazywany był poprzez 5-biegową manualną skrzynię biegów na oś tylnej.

## Galeria

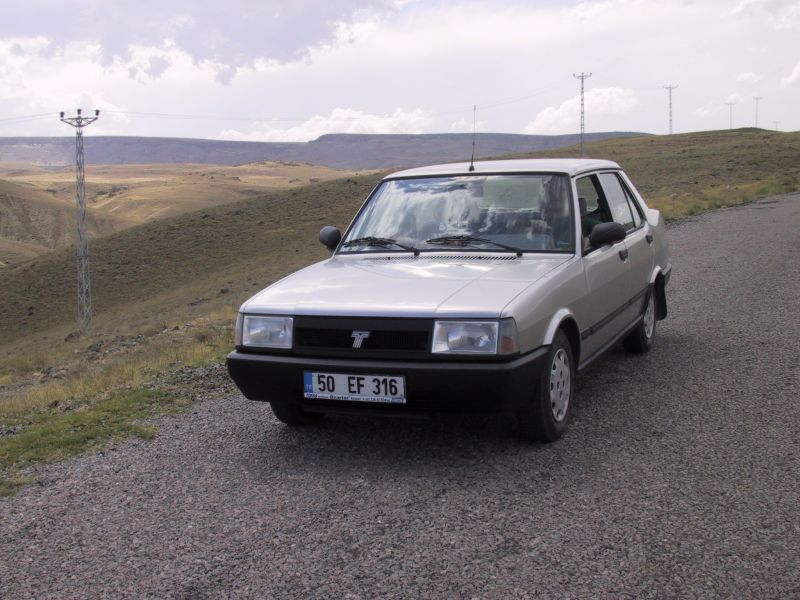
Tofaş Doğan z przodu
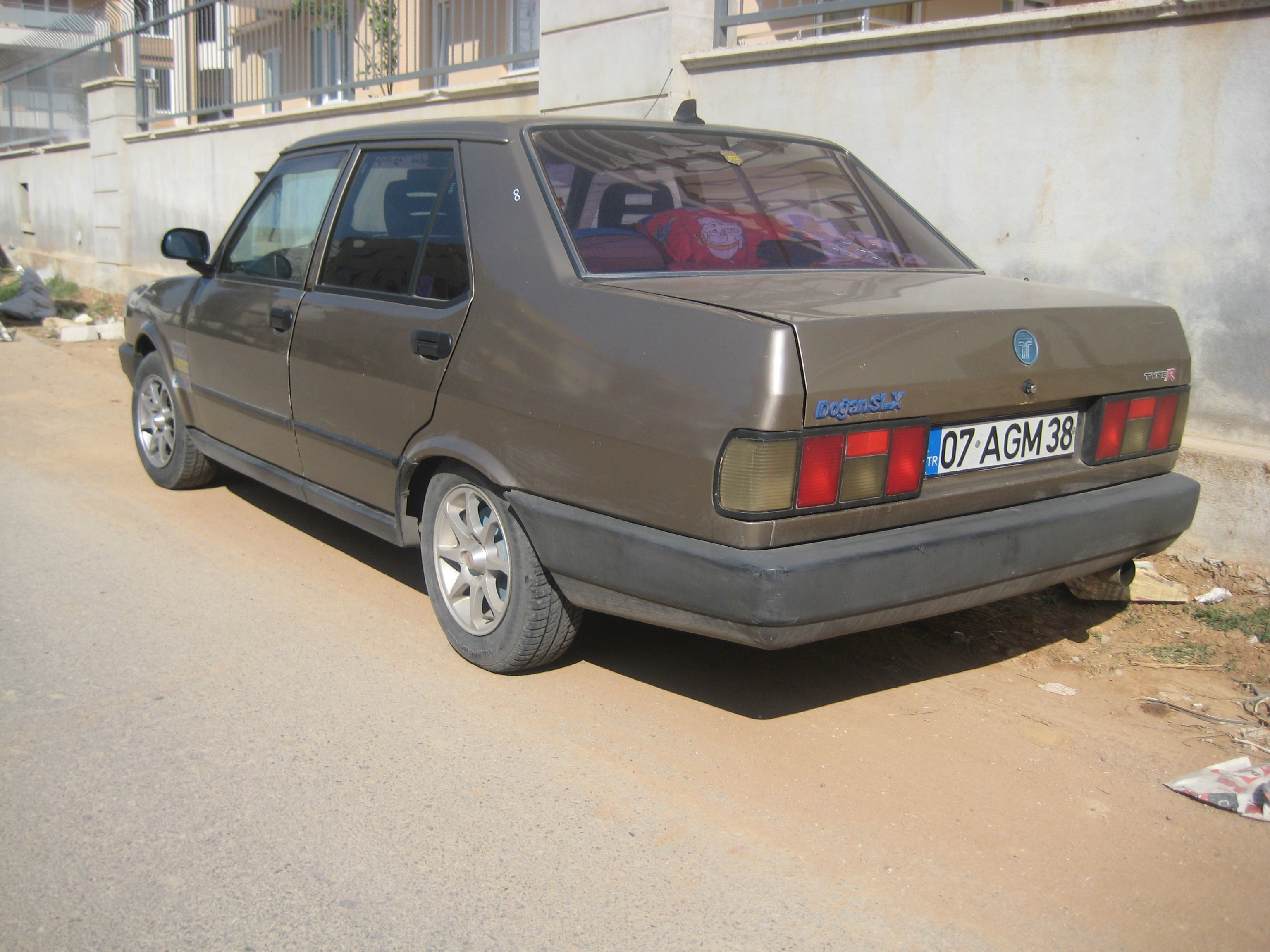
Tofaş Doğan - tył nadwozia